# Shon Faye
Shon Faye (Bristol (Anglaterra), 27 de març del 1988) és escriptora, editora, periodista i presentadora, coneguda per les seues cròniques sobre temes LGBTQ+, de dones i de salut mental. Presenta el programa Call Me Mother i és l'autora del llibre The Transgender Issue: An Argument for Justice, 2021. Fou editora en cap de Dazed i ha col·laborat amb reportatges i articles en The Guardian, The Independent, VICE, n+1, Attitude, Verso, entre d'altres.

## Formació
Faye nasqué a Bristol. Estudià Literatura Anglesa en la Universitat d'Oxford, i obtingué un diploma de postgrau en Dret. Es traslladà a Londres als vint anys, i hi treballà com a advocada. Amb les seues paraules: "més tard vaig tenir una implosió completa, vaig renunciar al meu treball, vaig tornar a Bristol i em vaig convertir en una dona trans". Des de llavors resideix a Londres.

## Trajectòria
Faye comença a escriure al 2014. L'edició i escriptura de Faye s'han centrat en la sexualitat, el feminisme i la salut mental. Ha escrit i ha aparegut en dos curtmetratges i el seu debut, Catechism, es mostrà en el Tate Britain Queer British Art, el 2017. El 2017 presentà en Novara Media una sèrie de vídeos en línia anomenada Shon This Way sobre política i història queer.
En una revisió del 2017 per a The Guardian, el columnista Owen Jones cità a Faye, juntament amb Paris Lees i Munroe Bergdorf, com a "brillants veus trans". El seu art s'ha mostrat en l'exposició Am I Ma king Sense, en Hoxton Arches. El 2017, Faye en la seua columna de The Guardian feu un toc d'atenció sobre la necessitat que les dones transsexuals tinguen accés a serveis de suport en resposta a la violació i la violència sexista. El 2018, participà en l'acte Women Making History d'Amnistia Internacional, en què feu un discurs per demanar al públic que "tornàs a centrar-se" en les dones trans desfavorides.
És l'amfitriona de Call Me Mother, un programa que "critica la imatge condescendent que arribar als 60 i 70 implica asseure's sota una manta i teixir, parlant amb pioneres LGBTQ de més edat", segons The Guardian. Una ressenya del programa en GQ assenyala que "aquest no és sols un programa per a persones queer; qualsevol pot escoltar i gaudir les històries que s'hi comparteixen i aprendre sobre la vida queer". Erin Patterson escrigué en British Vogue que el programa "em fa veure que tinc una història com a persona queer, que tinc ascendència".
L'any 2021, Shon Faye publica The Transgender Issue: An Argument for Justice, obra que Fiona Sturges descrigué en The Guardian com a "lectura alliçonadora". Sturges hi diu: "Havia anticipat una fúria crua, però mentre l'autora parla sobre les maneres en què les persones trans són públicament assetjades, fa un fred desmantellament dels mites i falsedats que continuen destrossant les seues vides". Felix Moore escriu en The Guardian: "moltes persones cisgènere viuen en una feliç ignorància de les fortes crisis a què s'enfronten les persones trans en aquest país cada dia" i "són aquestes persones les que realment necessiten llegir aquest llibre". En l'Evening Standard, Stella O'Malley qualifica l'obra com "una contribució benvinguda al debat trans". En The Times Literary Supplement, Christine Burns afirmà: "Aquest serà un llibre reptador per als adormits per les ximpleries que a vegades passen per periodisme sobre les vides trans".

## Obres
- Faye, Shon. The Transgender Issue: An Argument for Justice.  Penguin Books Ltd, 2021. ISBN 9780241423141.